# Eleccions legislatives txeques de 2002

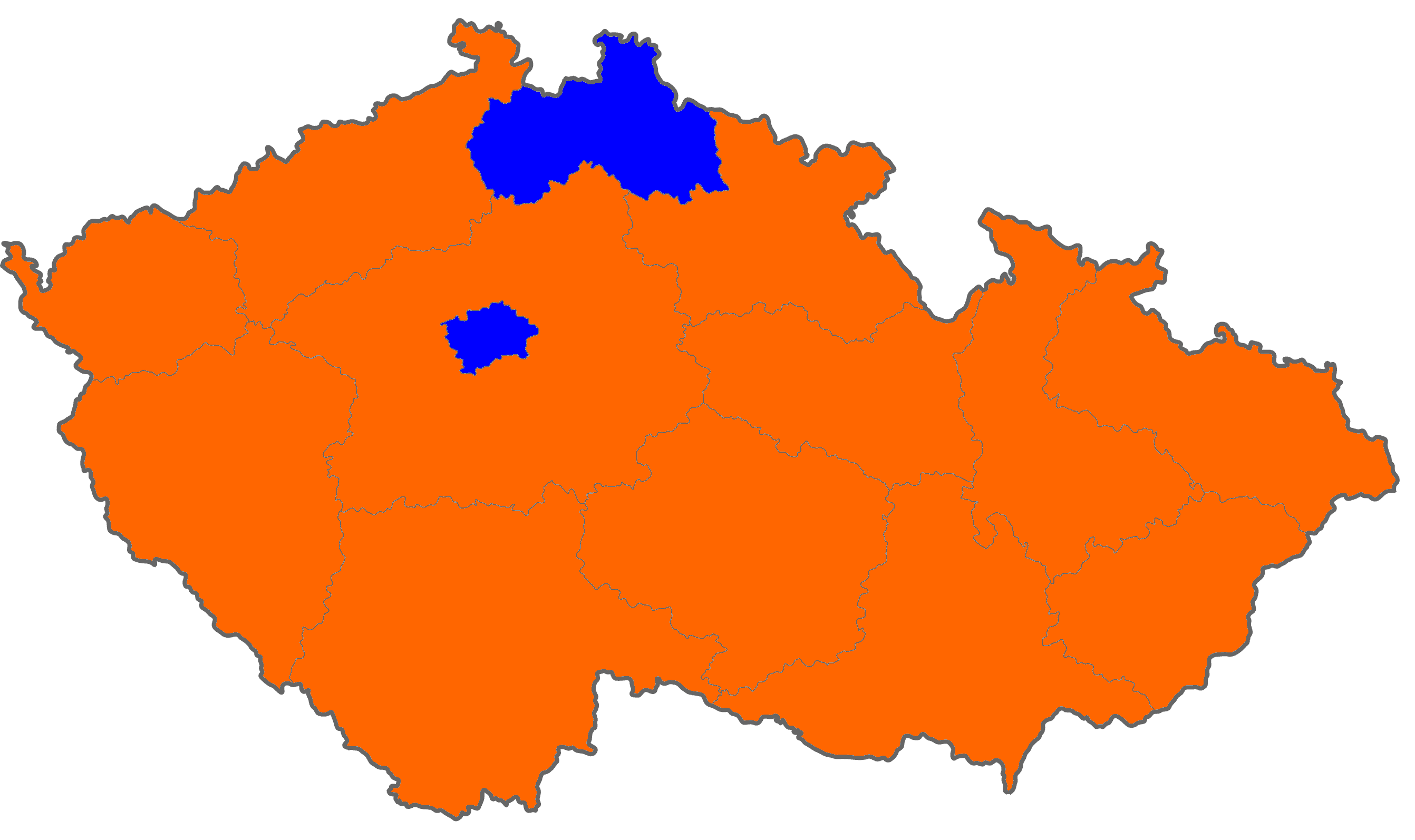
Partit més votat per territori

Les eleccions legislatives txeques de 2002 se celebraren el 14 i 15 de juny de 2002 per a renovar els 200 diputats. El partit més votat fou el Partit Socialdemòcrata Txec i el seu cap Vladimír Špidla fou nomenat primer ministre en un govern de coalició amb els democristians i la US-DU. El 2004 va dimitir pel fracàs del seu partit a les eleccions europees i fou substituït pels seus companys de partit Stanislav Gross i Jiří Paroubek.
Resultats de les eleccions de 15 de juny de 2002 per a renovar la Cambra de Diputats de la República Txeca
| Partits i coalicions                                                   | Partits i coalicions                                                      | Partits i coalicions                                                                                          | Vots      | %      | Escons |
| ---------------------------------------------------------------------- | ------------------------------------------------------------------------- | --- | --------- | ------ | ------ |
|                                                                        | Partit Socialdemòcrata Txec (Česká strana sociálně demokratická)          | Partit Socialdemòcrata Txec (Česká strana sociálně demokratická)                                              | 1,440,279 | 30.20  | 70     |
|                                                                        | Partit Democràtic Cívic (Občanská demokratická strana)                    | Partit Democràtic Cívic (Občanská demokratická strana)                                                        | 1,166,975 | 24.47  | 58     |
|                                                                        | Partit Comunista de Bohèmia i Moràvia (Komunistická strana Čech a Moravy) | Partit Comunista de Bohèmia i Moràvia (Komunistická strana Čech a Moravy)                                     | 882,653   | 18.51  | 41     |
|                                                                        | Coalició (Koalice)                                                        | Unió Democristiana–Partit Popular Txecoslovac (Křesťanská a demokratická unie – Československá strana lidová) | 680,671   | 14.27  | 22     |
| Unió de la Llibertat–Unió Democràtica (Unie Svobody–Demokratická Unie) | Coalició (Koalice)                                                        | 9 | 680,671   | 14.27  |        |
|                                                                        | Unió d'Independents (Sdružení nezávislých kandidátů)                      | Unió d'Independents (Sdružení nezávislých kandidátů)                                                          | 132,699   | 2.78   | 0      |
|                                                                        | Partit Verd (Strana zelených)                                             | Partit Verd (Strana zelených)                                                                                 | 112,929   | 2.36   | 0      |
|                                                                        | Republicans de Miroslav Sládek (Republikáni Miroslava Sládka)             | Republicans de Miroslav Sládek (Republikáni Miroslava Sládka)                                                 | 46,325    | 0.97   | 0      |
| Total (participació 58,00%)                                            | Total (participació 58,00%)                                               | Total (participació 58,00%)                                                                                   |           | 100.00 | 200    |
| Source: Oficina Estadística Txeca                                      |                                                                           | |           |        |        |